# آلما والنسیا
آلما والنسیا (به انگلیسی: Alma Valencia؛ زادهٔ ۱۸ اکتبر ۱۹۹۰) یک کشتی‌گیر آزادکار اهل مکزیک است. وی سابقه حضور در المپیک ۲۰۲۰ توکیو را دارد.